# 南极物语
《南极物语》（日语：／ Nankyoku monogatari */?，在美國上映時名為）是1983年出品的日本电影，由高仓健主演。该片耗时三年制作、耗资25亿日元在北极圈及南极附近部分地区拍摄完成，是日本影坛的重量作品之一，影片在展示神奇壮美的南极风光以及人与自然抗争的同时，着重描写了雪橇犬的命运，悲壮而震撼，是一部非常难得的动物题材影片，当年上映時在日本有880萬人次進電影院觀賞，创下59亿日元的票房纪录并保持15年之久。故事发生在1958年2月，讲述的是日本派遣到南极昭和基地的越冬观测队，与15只负责拖雪撬的桦太犬所发生的故事。这部电影的音乐由希腊音乐家范吉利斯制作，在全世界发行同名的原聲帶。
《南极物语》也提供了灵感，使2006年的美國电影《極地長征》（Eight Below）得以制作发行。

## 故事概要
1958年2月，日本派遣到南极昭和基地的第一次越冬观测队队员在南极过了一个冬天。其间，三名队员带著15只用来拉雪橇的桦太犬（又译作“库页犬”），到南极内陆山上考查。归途中遇到大雾，而且准备不足的队员都患了雪盲，完全看不见路。在离基地还有几十公里的地方，他们把两只在南极长大的狗，太郎和次郎放开，让它们回基地叫人来接他们。两只狗带来来基地的人和车，使所有人得以安全返回。
几天之后，第二次越冬观测队乘坐破冰船「宗谷」 到达南极，准备接应由11人组成的第一次越冬观测队。然而，由于天气骤变，破冰船无法接近昭和基地，最后被迫原地等待，改用直升机接回第一次越冬观测队队员。
第一次越冬观测队离开前，训狗师潮田晓满以为他们能回来接桦太犬，于是和助手一起把狗拴牢，留在基地。可是，由于气候骤变，破冰船盘桓几天仍无法接近大陆，使第二次越冬观测队队员登陆。最后船长和两个队的队长决定放弃登陆，全部人员返回日本。15只狗只有一个星期左右的食物，而南极的冬天气温极低，所有人都以为它们不可能存活下来。潮田晓十分痛苦，要求回基地带狗上船或回去毒死它们。但是情况紧急，燃料和引用水都不足，只好放弃。
基地上，有八只挣脱了项圈，在冬季的南极荒野上觅食求生。领头狗Ricky带领大家寻找人的气味，有的狗掉进冰河而死亡，生存能力极强的风连小熊，曾经带领狗们捕捉海豹，但牠更喜欢独来独往，也离开群体，自己走了。
回到日本的潮田晓因为内心歉疚，辞掉大学高薪职位。因为这些桦太犬大部分出生在日本北海道的民家，他开始逐家拜访，登门谢罪。在Ricky的家里，他见到了饲养Ricky的小姐妹，当姐姐告诉他在她们家乡，人们到了冬天就离开小岛，而把小狗们放开，牠们自己也会找食，平安过冬的时候，潮田说当他刚知道不能回去接狗们回来的时候，曾想过去牠们毒死也好。可是现在，他越来越觉得有几条狗是能够活下来的。他现在明白每个生命都有为自己生存奋斗的权利，人类没有权力妄加干涉。
几乎整整一年之后，1959年1月14日，第三次越冬观测队再度出发。潮田晓也随队前往，打算到基地去埋葬他心爱的雪橇犬。没想到，到达基地时，迎接他们的竟然是两只生存下来的桦太犬:太郎和次郎。

## 电影裡狗的名字
- 七只在营地被发现，没能挣脱索链：五郎 (Goro)，贝斯 (Besu)，摩谷 (Moku)，小赤 (Aka)，小黑 (Kuro)，波吉 (Bochi)，纹別小熊 (Kuma)

- 六只身葬冰河: 力奇 (Ricky, Riki)，风连小熊 (Kuma)，安哥 (Anko)，杰克 (Jakku)，小白 (Shiro)，泰利 (Deri)

- 两只幸存: 太郎 (Taro)，次郎 (Jiro)

## 它们为什么能够生还?
太郎与次郎为什么能幸存下来，至今是一个謎。因为普通桦太犬在那样的—环境下只能存活一个月左右，而南极的冬天远比一个月要长得多。然而，一个主要的原因有可能是因为太郎与次郎来到南极昭和基地的时候还是小狗，而不像其他桦太犬，在到达南极之前都是在日本一般家庭寄养成长。
当观测队抵达基地的时候，基地内的存粮仍有大半原封未动。据观测人员推断，它们可能一直以猎捕企鹅和海豹维生，不得已时甚至可能以海豹粪便为食。
电影里，导演只能运用所有已知的数据，加上他的想像，来推测两只狗是如何幸存下来的。

## 太郎和次郎的後續生活
弟弟次郎在1960年7月的一次观测队活动中不幸去世，它的遗体被制成标本，与著名的传奇名犬“忠犬八公”一起保存在东京上野的国立科学博物馆内。而哥哥太郎比较幸运，年老之后跟随观测队回到日本本土，在北海道大学中安享晚年，1970年以高龄15岁与世长辞。它遗体也被制为标本，收藏在北海道大学农学部博物馆里面。

## 人物
- 潮田晓（第一次及第三次越冬观测队队员）：高仓健
- 越智健二郎（第一次及第三次越冬观测队队员）：渡濑恒彦
- 小泽大（第一次越冬观测队队长）：冈田英次
- 北泽庆子（越智的未婚妻）：夏目雅子
- 志村麻子（桦太犬教练）：荻野目庆子
- 森岩刚士（北海道大学教授）：日下武史
- 堀込勇治（第二次南极地域观测队长）：神山繁
- 岩切竜雄（观测船宗谷船长）：山村聪
- 德光（第二次越冬观测队队员）：江藤润
- 户田（第二次越冬观测队队员）：佐藤浩市
- 咖啡店店主：岸田森
- 野野宫英（第二次越冬观测队长）：大林丈史（兼任助理導演）
- 尾崎勇造（第一次越冬观测队医师）：金井进二（兼任助理導演）
- 长谷川（第二次越冬观测队队员）：中丸新将
- 梶原博（第一次越冬观测队队员）：志贺圭二郎
- 觀測船宗谷號航海長：寺岛达夫
- 鹤田功（第一次越冬观测队队员）：长谷川初范

## 原声音乐
| 曲序 | 曲目                     | 时长 |
| ---- | ------------------------ | ---- |
| 1.   | Theme from Antarctica    | 7:29 |
| 2.   | Antarctica Echoes        | 5:58 |
| 3.   | Kinematic                | 3:50 |
| 4.   | Song of White            | 5:17 |
| 5.   | Life of Antarctica       | 5:59 |
| 6.   | Memory of Antarctica     | 5:30 |
| 7.   | Other Side of Antarctica | 6:56 |
| 8.   | Deliverance              | 4:30 |

## 争议与非议
电影在日本虽然十分卖座，但也有观众质疑在电影拍摄时狗被虐待、甚至残害。藏原惟缮在电影幕后纪录片中解释，电影里所有狗的表情都是他们费劲心思捕捉到，然後再精心编辑出来的。在死亡镜头中，狗被注射了精密调配的麻醉剂。还有狗被水淹没和跌落山谷等的片段，则是在摄影棚内拍摄，之后搭配实景剪辑而成。片中狗身上的血也是假的。